# Перетин Пуанкаре
Перетин Пуанкаре (рос. сечение Пуанкаре, англ. Poincare section) — у кінетиці коливальних процесів — послідовність точок у фазовому просторі системи, яка утворюється перетином неперервної траєкторії з поверхнею або площиною в просторі. Термін використовується при кінетичному аналізі коливальних процесів.